# شعار أروبا
تم تصميم شعار أروبا في امستردام في 1955.
و يوجد سبع رموز في الشعار:
- الأسد الأحمر في الأعلى يمثل القوة.
- الصليب الأبيض الذي يقسم الترس إلى أربع أقسام يمثل الإخلاص في الإيمان.
- أوراق الغار في أسفل الترس هي رمز تقليدي للسلام.
- يصور القسم اليمين العلوي هضبة هويبرغ وهي أشهر هضبة وثاني أعلى مرتفع في أروبا.
- يوجد في القسم اليمين السفلي صورة عجلة تمثل الصناعة.
- يوجد في القسم اليسار العلوي نبات الصبر وهو مصدر الدخل للجزيرة وأول وأهم صادراتها.
- يصور القسم اليسار السفلي المصافحة والذي يرمز إلى علاقات أروبا الجيدة مع العالم.